# Jacques Besse
Pour les articles homonymes, voir Jacques Besse (directeur de la photographie) et Besse.
Jacques Besse (né le 15 mars 1921 à Paris 9e - mort le 30 mai 1999 à Cour-Cheverny) est un compositeur de musique de films et de théâtre.
Il a composé notamment la musique de Dédée d'Anvers d'Yves Allégret, de Bibi Fricotin de Marcel Blistène et de Van Gogh, court métrage d'Alain Resnais.
Pour le théâtre il a composé la musique de la pièce Les Mouches de Jean-Paul Sartre.
Invalide à la suite d'une bagarre, atteint de troubles psychiatriques, il a passé les dernières années de sa vie à la clinique de La Borde.

## Note
1. ↑  (BNF 13532702)
2. ↑  État civil sur le fichier des personnes décédées en France depuis 1970
3. ↑  « Revue de presse - Jacques Besse », sur lachambredechos.free.fr (consulté le 26 avril 2023).